# 布拉德福德鎮區 (明尼蘇達州伊善提縣)
布拉德福德鎮區（英語：Bradford Township）是位於美國明尼蘇達州伊善提縣的一個行政鎮區。

## 地方資料
布拉德福德鎮區的面積為92.87平方千米，當中陸地面積為88.40平方千米，而水域面積為4.47平方千米。根據2020年美國人口普查的數據，當地共有人口3427人，而人口密度為每平方千米36.9人。